# 川西北高原
川西北高原为青藏高原的一部分，位于中国四川省西北部甘孜藏族自治州、阿坝藏族自治州境内，青藏高原东部，川西高原北部，面积约20万平方千米。高原地势高且平整，平均海拔介于3000米与4000米之间，其间有若尔盖沼泽。川西北高原为中国重要牧区。